# Hochaltar des Freiburger Münsters

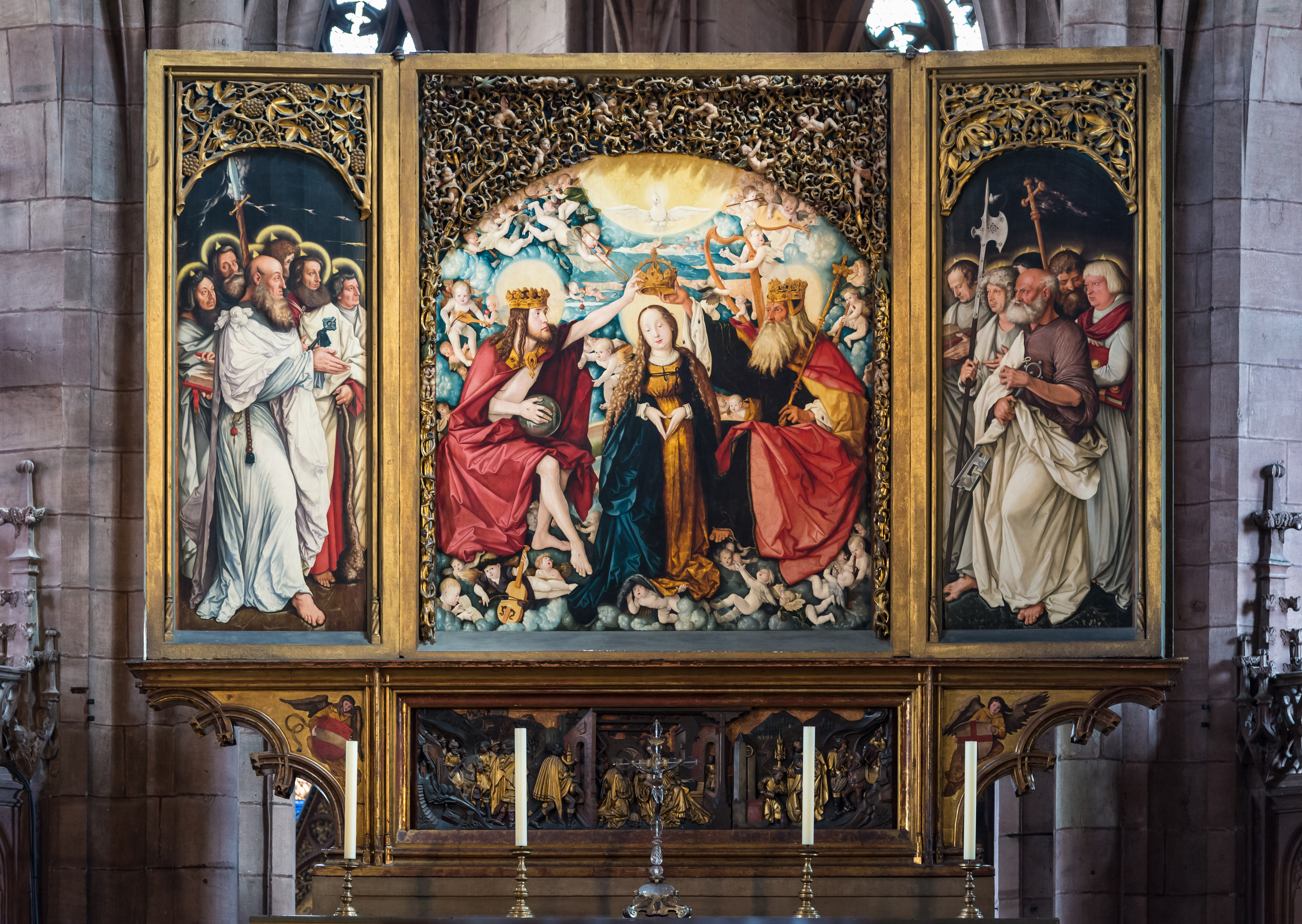
Geöffneter Altar

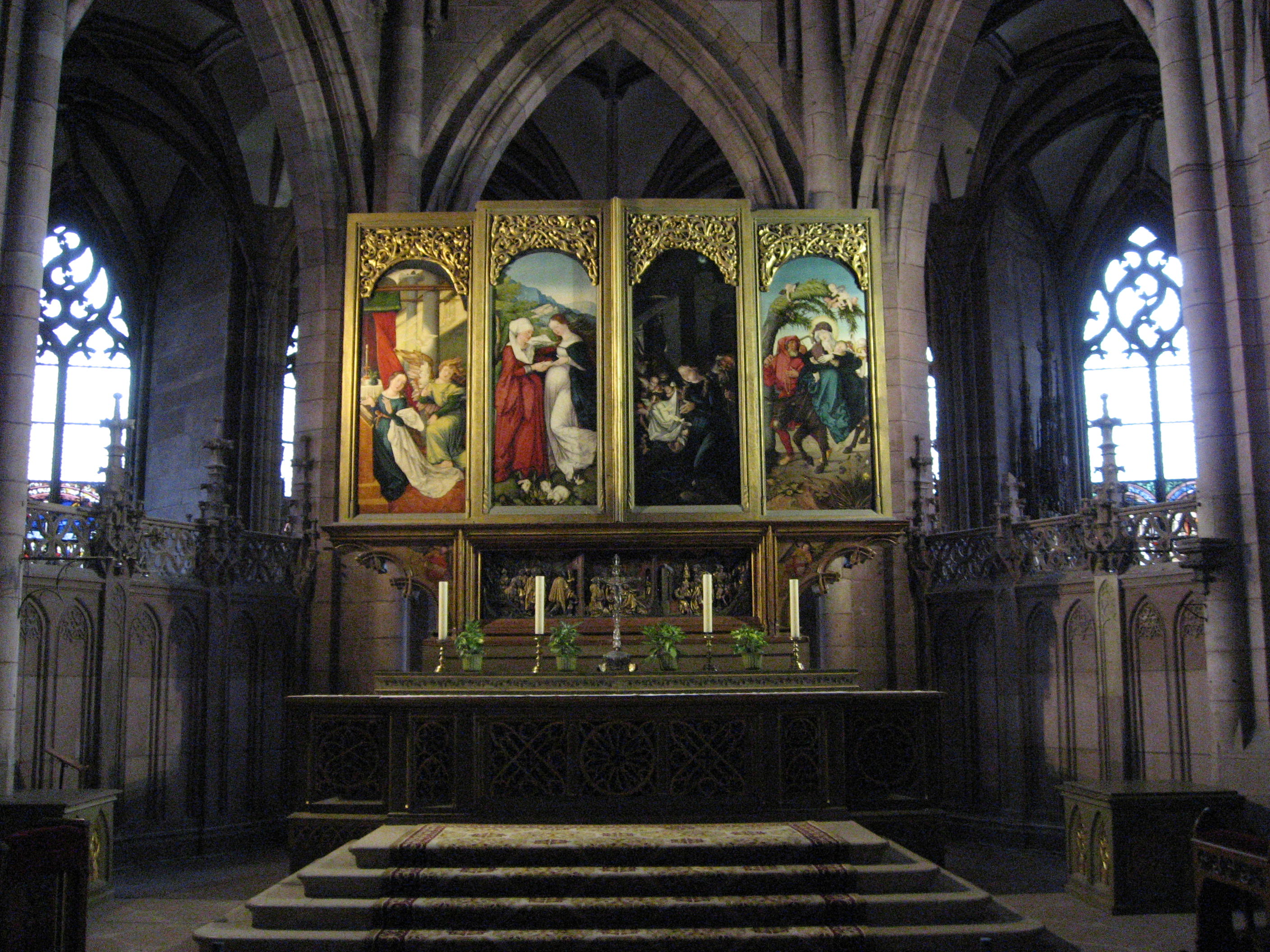
Geschlossener Altar

Der Hochaltar des Münsters in Freiburg ist ein sogenannter Wandelaltar, der von Hans Baldung Grien zwischen 1512 und 1516 für das Freiburger Münster gemalt worden ist.

## Allgemeines
Gemäß dem Patrozinium des Münsters Unserer Lieben Frau ist das Thema des Altars das Marienleben beziehungsweise die Heilsgeschichte. Bei diesem Wandelaltar hängen an den doppelseitig bemalten Haupttafeln links und rechts je zwei Seitenflügel, von denen die vorderen beweglich sind und die hinteren feststehen. In geschlossenem Zustand zeigt der Altar auf gleich großen Tafeln vier Szenen aus dem Marienleben. Bei geöffneten Flügeln sieht man auf der Mitteltafel die Marienkrönung und auf den beiden Seitenflügeln die Entsendung des Heiligen Geistes auf die zwölf Apostel.
Auf der ebenfalls bemalten Rückseite des Altars ist auf der Mitteltafel die Kreuzigung Jesu dargestellt und auf den beiden feststehenden Flügeln je zwei Heilige, die für die Stadt Freiburg und die Universität von besonderer Bedeutung waren.
Die vorderen Seitenflügel des Altars bleiben während des ganzen Kirchenjahres – mit Ausnahme der Advents-, Weihnachts- und der Fastenzeit – geöffnet. Während der Weihnachtszeit wird der Altar geschlossen und man sieht jetzt die Verkündigung, die Heimsuchung, die Geburt Jesu und die Flucht nach Ägypten.
Die Predella auf der Vorderseite des Altars enthält ein Relief mit der Huldigung der
Heiligen Dreikönige, das wahrscheinlich von dem oberrheinischen Bildschnitzer Hans Wydyz stammt; es ist flankiert von Wappenengeln in den Zwickeln der Predella.
Die gemalte Predella auf der Rückseite zeigt eine Darstellung der Münsterpfleger im Gebet vor der Madonna mit Kind als der Münsterpatronin.
Der insgesamt aus 11 Bildtafeln bestehende Wandelaltar war von den dafür zuständigen Münsterpflegern im Jahr 1512 an den damals in Straßburg ansässigen „meister hans baldung“ in Auftrag gegeben worden. Wegen dieses Großauftrags verlegte Hans Baldung seine Werkstatt nach Freiburg in das damalige Barfüßerkloster St. Martin und blieb mit seiner Frau bis ca. 1517 in Freiburg wohnen.
Der Hochaltar steht seit 1516 bis heute im spätgotischen Münsterchor, mit dessen Neubau 1354 begonnen worden war, der aber nach 100-jähriger Pause erst 1511 fertiggestellt und 1513 mit der neuen Altarmensa eingeweiht werden konnte. Allerdings wurde der Altar anlässlich der Inthronisation des ersten Freiburger Erzbischofs im Jahr 1827 um 2,5 m nach Osten verrückt, um mehr Raum für die erweiterten liturgischen Feierlichkeiten in der zur Kathedrale erhobenen Freiburger Stadtpfarrkirche zu erhalten.
Bei dieser Gelegenheit verbreiterte und erhöhte man den Altarblock, verkleidete ihn mit neugotischen Schnitzereien und schmückte die Aposteltafeln und Weihnachtstafeln mit geschnitztem Rankenwerk. Außerdem versah man den Altar mit einem mehrere Meter hohen neugotischen Gesprenge, das nach dem Zweiten Weltkrieg nicht mehr aufgesetzt wurde. Wie der originale Aufsatz des Altares aussah, ist nicht bekannt.
Die Maße:
Vorderseite
Offener Zustand: Marienkrönung. Mitteltafel 253 × 232,4 cm, zwei Seitentafeln je 288,5 × 101,5 cm
Geschlossener Zustand: Weihnachtsseite. 4 gleich große Tafeln je 288,5 × 106 cm
Rückseite: Kreuzigung
Mitteltafel 288,5 × 237, 2 Seitentafeln je 288,5 × 106 cm

## Marienkrönung und Pfingsttafeln

### Marienkrönung

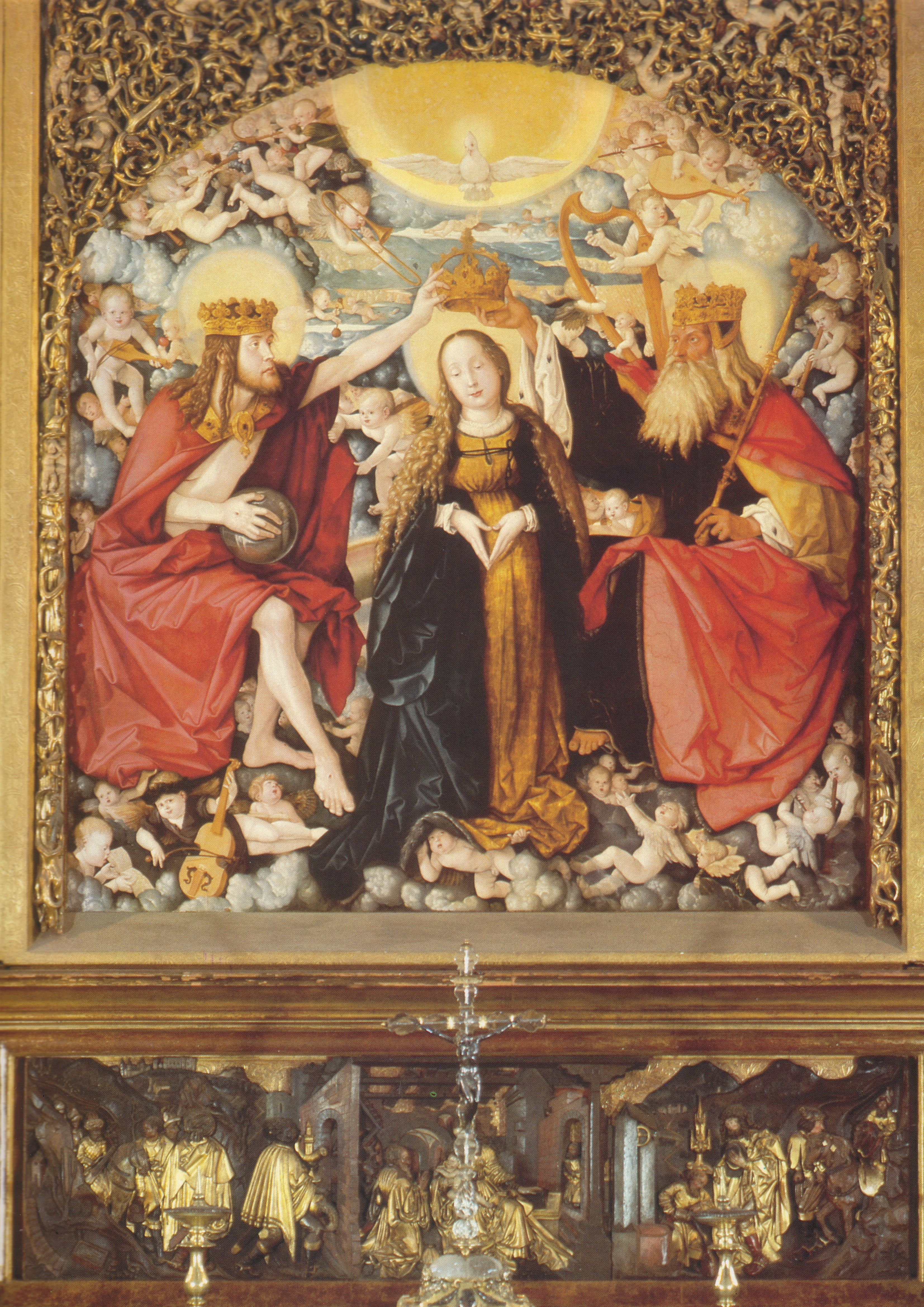
Krönung Mariens auf der Fronttafel

Das zentrale Bild des Freiburger Altars zeigt eine Marienkrönung. In einem von musizierenden Engeln bevölkerten Himmel sitzen Christus und Gott Vater auf dem Regenbogen und krönen Maria, die zwischen ihnen steht, mit einer goldenen Bügelkrone. Über Maria schwebt in einer goldenen Aureole die Taube des Heiligen Geistes. Zu ihrer Rechten sitzt Christus. Sein weiter roter Mantel wird am Hals von einer mit Edelsteinen geschmückten Borte eingefasst und mit einer goldenen Schließe gehalten. Braunlockiges Haar fällt auf die Schulter, die Wundmale an Brust, Hand und Füßen sind zu erkennen. Der Stirnreif seiner Krone ist als goldene Dornenkrone ausgebildet, rote Edelsteine erinnern an das bei der Krönung vergossene Blut. In seiner Rechten hält er eine gläserne Kugel, in der sich das Bild Marias spiegelt. Zur Linken Marias thront ein weißbärtiger Gottvater, gehüllt in einen roten, mit gelber Seite gefütterten Mantel, den er über einem weitärmeligen schwarzen, mit Hermelinfell gefütterten Untergewand trägt. Auf dem Kopf hat er über einem mit Goldborte eingefassten Camauro eine mit Edelsteinen geschmückte Krone.
Maria hat ihre Augen demütig niedergeschlagen, die Hände sind zum Gebet gefaltet. Über ihrem zarten, gefältelten weißen Untergewand trägt sie ein langes goldfarbenes Kleid, das sich in schweren Falten auf den Wolken bauscht. Ein dunkelblauer mit Pelz gefütterter Mantel liegt schwer auf ihren Schultern, er wird von einer lose geschlungenen Schnur gehalten. Ihre welligen blonden Haare reichen bis über die Hüften.
Die Szene spielt sich vor einem bewegten Hintergrund ab: Rundliche, puttoartige Kinderengel wimmeln durch ebenso rundliche Wolken und sind in der Tiefe des Himmels kaum noch voneinander zu unterscheiden. Sie singen, musizieren, zupfen an den göttlichen Gewändern und treiben gelegentlich Schabernack, wie der Putto, der unter dem Mantel Marias Versteck spielt.

### Die Pfingsttafeln

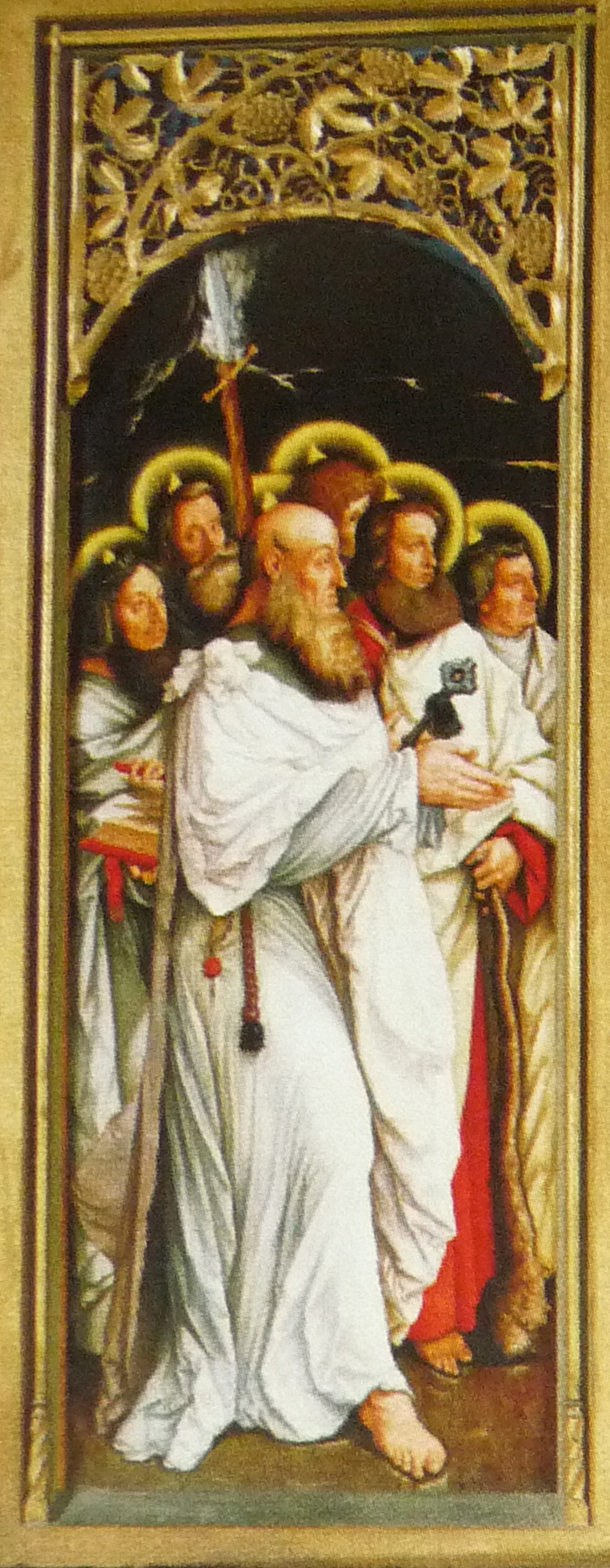
Der Apostel Paulus auf der ersten Pfingsttafel

Auf den beiden Seitenflügeln drängen sich vor einem schwarzen Himmel jeweils sechs weißgekleidete Apostel. Nicht alle sind durch ihre Attribute kenntlich gemacht. Die erste Tafel wird von der eindrucksvollen Gestalt des Apostels Paulus, ein Kahlkopf mit gekräuseltem Vollbart, dominiert. Über einem weißen Untergewand trägt er eine stoffreiche Toga, die auf der Schulter lässig zusammengeknotet, mit einer Holzperlenschnur gegürtet und von einer kreisrunden roten Gewandfibel zusammengehalten wird. Die Hände hat er zum Gebet gefaltet, unter seinem linken Arm schaut der Knauf eines Schwertes, Zeichen seines Martyriums, heraus. Begleitet wird er von einem der vier Evangelisten unter den Aposteln, gekennzeichnet durch ein Buch sowie den Jakobus Minor, als einziger in Rot gekleidet, allerdings mit einem weißen Überwurf und mit einer wahrhaft herkulischen Keule als Attribut. Hinter Jakobus und Paulus sieht man Thomas mit einer gewaltigen Lanze. Die beiden letzten Apostel bleiben von den übrigen mehr oder weniger verdeckt. Über ihren Köpfen, die von kräftigen Heiligenscheinen gerahmt sind, brennen die Flammen des Heiligen Geistes. Das Feuergelb der Nimben wiederholt sich in winzigen Lichtstreifen am Himmel.
Auf der gegenüberliegenden Tafel dominiert die mächtige Gestalt des Simon Petrus, ein Mann von großer Körperkraft, dem die Adern am Hals und auf den muskulösen Armen schwellen.
Sonnengebräunt, kahlköpfig bis auf einen krausen weißen Haarkranz, scharfe Augen unter den buschigen Brauen und mit seinem vorgereckten Bart wirkt er wie ein grimmiger Fels in der Brandung. Breitbeinig steht er auf einem felsigen Grund, eine Anspielung des Malers auf das Wort Jesu Du bist Petrus, auf diesen Felsen will ich meine Kirche bauen. [Mt 16,18f] Er trägt ein bräunliches Untergewand mit einem locker geschlungenen weißen Mantel, den er mit festem Griff vor dem Herunterrutschen bewahrt. Ein riesiger Schüssel symbolisiert die Schlüsselgewalt des Apostels. Hinter Petrus steht ein weiterer Evangelist, der mit seinem dicklichen Gesicht, dem modisch geschnittenen weißblonden Pagenkopf und einem roten Seidenschal einen fast weichlichen Eindruck vermittelt. Es folgen Philippus mit dem Kreuzstab, der Evangelist Matthäus, an dessen Hellebarde als kleines Fähnchen die Taube des Heiligen Geistes flattert, Symbol für die göttliche Inspiration des Evangelisten. Ein schwarzhaariger Apostel bleibt fast vollständig verdeckt, während die Reihe von einem weiteren, bartlosen Evangelisten abgeschlossen wird. Auch auf diesen Aposteln züngeln goldene Flämmchen und eine zarte Lichtaura umstrahlt ihre Köpfe.

## Die Weihnachtstafeln

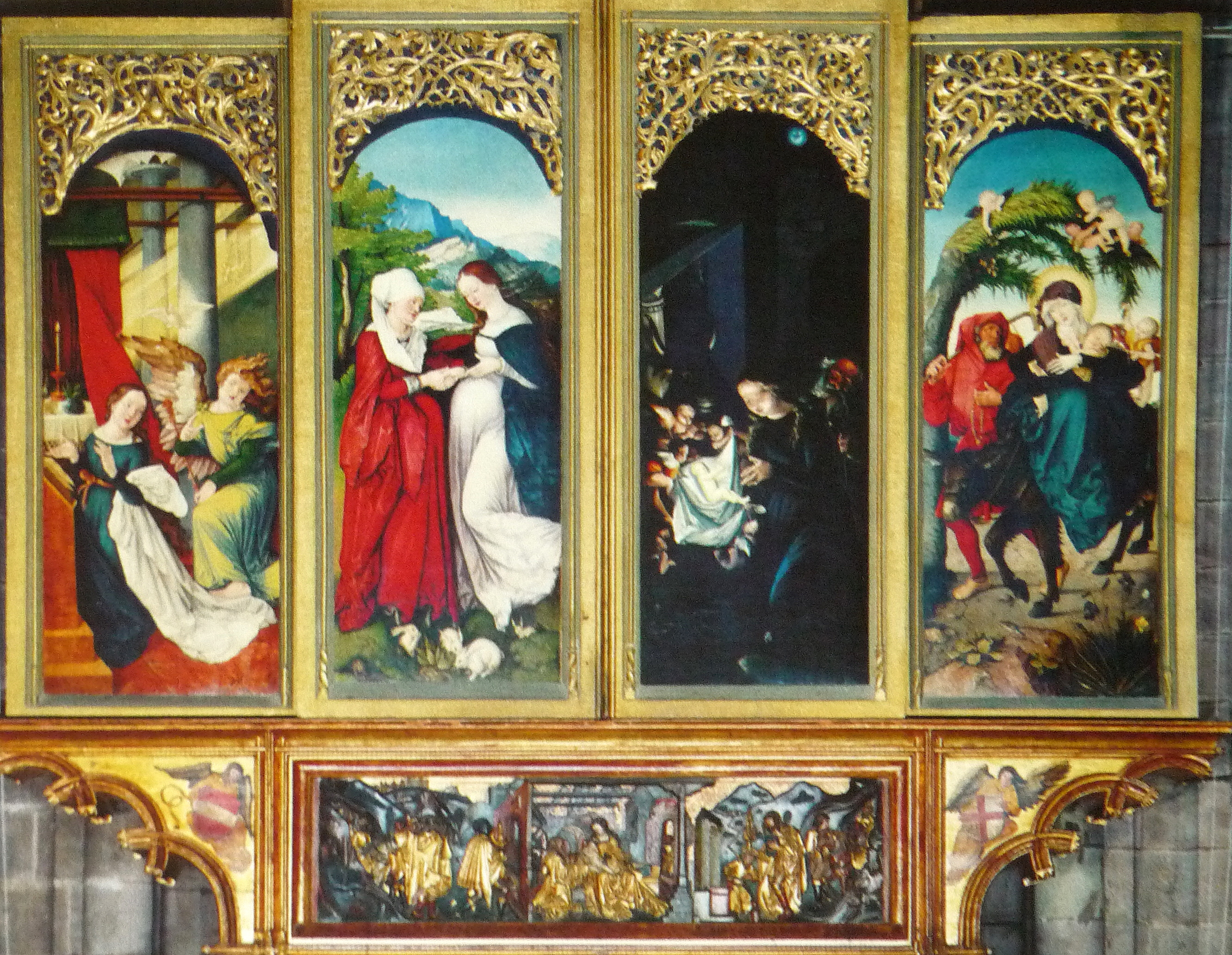
Vier Szenen aus dem Marienleben

Vom 1. Advent bis zum 2. Februar, dem Tag Mariä Lichtmess, mit dem heute noch in manchen katholischen Gegenden die Weihnachtszeit endet, bleibt der Altar geschlossen. Es zeigen sich jetzt von links nach rechts vier Szenen aus dem Marienleben, und zwar die Verkündigung, die Heimsuchung, Christi Geburt und die Flucht nach Ägypten.

### Verkündigung
Die hochformatige Tafel gibt einen Einblick in Marias Kammer, deren Gewölbe von zwei mächtigen Säulen gestützt wird, und die mit nur wenigen Möbeln ausgestattet ist. Maria kniet von einem Pult, auf dem ein aufgeschlagenes Buch liegt und wendet sich, von der stürmischen Ankunft des Engels Gabriel überrascht, zur Seite. Gabriel, in grün-changierende Gewänder gekleidet, das rötliche Lockenhaar vom Flug aufgewühlt, der Flügel zum Abbremsen seines stürmischen Landeflugs weit ausgebreitet, stemmt den Fuß auf den Fliesenboden. Er trägt sein Szepter in der Linken und hat die Rechte zum Gruß erhoben, um Maria sein Ave mit der folgenreichen Botschaft zu verkünden.
Drei Lichtquellen erleuchten die Szene. Während Gesicht und Hände Marias von einem außerhalb der Bildfläche liegenden Fenster beleuchtet werden und eine Kerze auf dem Tisch im Hintergrund brennt, bricht durch die Säulen ein mächtiger Lichtstrahl, in dessen überirdischem Goldglanz die Taube des Heiligen Geistes und die Lichtgestalt eines Neugeborenen schweben, Verbildlichung der Empfängnis durch den Heiligen Geist.
Auf dem mit einer weißen Leinendecke mit Fransenborte gedeckten Tisch, der vor den schweren roten Vorhängen ihres Bettes aufgestellt ist, stehen ein durchscheinendes Deckelglas, zwei Flaschen, ein goldener Leuchter mit brennender Kerze und ein Keramiktopf mit Maiglöcken. Alle diese Gegenstände sind mit mariologisch-christologischer Bedeutung aufgeladen: Die Maiglöckchen symbolisieren Marias Reinheit, Demut und Bescheidenheit, die Gefäße für Wein und Wasser und die gläserne Pyxis erinnern an das Altarsakrament und die Kerze an Christus, der sich gleich einer brennenden Kerze in seinem Leben und mit seinem Tod für das Heil der Menschen verzehrt.

### Die Heimsuchung
Die zweite Tafel zeigt eine Szene aus dem Lukasevangelium, die Begegnung zwischen Maria und ihre Cousine Elisabeth. Die beiden Frauen treffen sich unter einem klaren, zartblauen Morgenhimmel in einer frühlingshaft grünen, bergigen Landschaft. Ihre Konturen füllen vollständig die Breite des Bildraums. Sie reichen einander zum Gruß die Hand. Elisabeth, die ältere der beiden, trägt als verheiratete Frau eine weiße Haube. Gekleidet in ein weites, faltenreiches rotes Kleid und in einen roten Mantel, zeigt ihr vorgewölbter Leib die fortgeschrittene Schwangerschaft an. Maria trägt ein weißes Gewand mit schlichtem runden Halsausschnitt. Der schwere blaue Mantel würde von ihren Schultern rutschen, würde er nicht von einer Kordel über der Brust zusammengehalten. Sie ist dargestellt als junges Mädchen mit zarten Gesichtszügen, auch ihre Schwangerschaft ist unverkennbar. Welliges Haar fällt bis auf ihre Hüften herab, ein zarter Schleier, der ihr Haar bedecken soll, wird von einem Windhauch aufgebläht. Zu ihren Füßen spielt eine Gruppe weißer Kaninchen, die den Frühling, das Erwachen und die Fruchtbarkeit der Natur symbolisieren und auf die Schwangerschaft der beiden Frauen hinweisen. Der kräftige junge Baum, der hinter den beiden in die Höhe wächst, kann in diesem Zusammenhang als neutestamentliche Anspielung auf den Baum des Lebens und den Kreuzestod Christi gedeutet werden.

### Die Geburt Christi

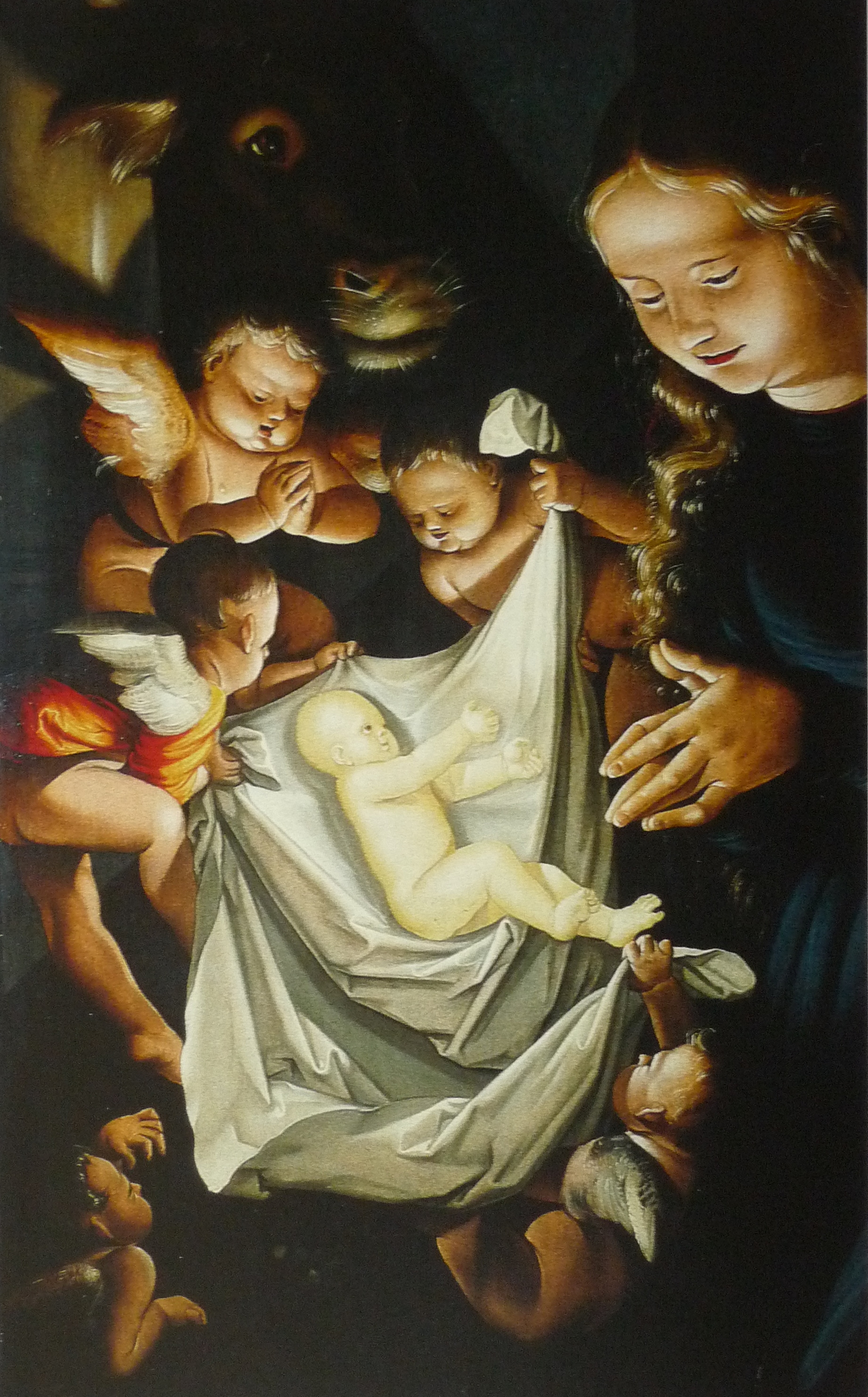
Geburt Christi, Detail

Ist die Heimsuchungstafel durch ihren dominanten Rot-Weiß-Blau-Akkord gekennzeichnet, so ist die folgende Geburtsszene von einem fast monochromen Nachtblau, aus dem das hellleuchtende Jesuskind mit seinem Licht die hilfreichen Engelchen beleuchtet und die Gesichter von Maria und Josef erhellt. Der Jesusknabe, der auf einem weißen von Engeln mit Sorgfalt und Hingabe gehaltenen Tuch schwebt, ist die einzige Lichtquelle des Bildes. Auf dem fast schwarzen Himmel zeigt sich nur der Schimmer des Mondes oder des Weihnachtssterns, in dem die Taube des Heiligen Geistes erscheint. Maria kniet auf dem steinigen Boden des Stalls, von dessen Architektur ein wenig Mauerwerk, Bogenöffnungen und unterschiedliche Stützelemente angedeutet werden. Über die Schulter von Maria schaut ein alter bärtiger Josef hervor, die Augen hat er geschlossen, sein blanker Schädel leuchtet aus der Dunkelheit. Über der Engelschar betrachtet der Ochse die Szene. Seine gewaltigen blanken Hörner glänzen im Licht, sonst trifft der Lichtschein nur das weiche Maul, die Nüstern und ein einziges großes dunkles Auge.

### Flucht nach Ägypten
Die letzte der Weihnachtstafeln erzählt von der Flucht der Familie Jesu' nach Ägypten. Literarische Quelle ist das Evangelium nach Matthäus. Joseph war im Traum ein Engel erschienen, der ihm auftrug, mit Maria und dem Jesusknaben nach Ägypten zu gehen, um sie vor den Schergen des Herodes in Sicherheit zu bringen. Es ist heller Tag. Maria sitzt auf einem Esel. In der rechten Hand hält sie locker den Zügel, im linken Arm liegt das Kind, eingehüllt in ein Tragetuch. Es scheint so, als wolle es sich aus dem Arm der Mutter herauswinden. Der ganz in Rot gekleidete Josef, über dem Kopf die Kapuze seiner kurzen Jacke, über der Schulter den Wanderstab mit der Wasserflasche, an den Fingern seiner Linken baumelt ein Rosenkranz, wendet sich mit innigem Blick Maria zu. Trotz des steinigen und gefährlichen Weges, den sie gehen, kann er den Blick nicht von ihr lassen.
Auf der Kruppe des Esels balanciert ein kleiner Putto-Engel. Mit einer Hand krallt er sich in das Gewand Marias, mit der anderen zieht er einen Wedel der Dattelpalme herab, auf der drei weitere Engelchen herumturnen und Früchte pflücken. Diese Bilderzählung bezieht sich auf eine mittelalterliche Legende, nach der bei einer Rast Engel eine hohe Palme heruntergebogen haben, um Josef das Pflücken der Früchte zu ermöglichen.
Zu Füßen der Gruppe blühen Pflanzen, eine Weinbergschnecke und ein Distelfink kommen des Weges. Eine blühende Erdbeerpflanze, ein Büschel Wegerich und ein Busch mit blauen und gelben Iris brechen aus dem schroffen Gestein. Der Distelfink, der auch auf dem Frankfurter Paradiesgärtlein und auf vielen anderen Marienbildern vertreten ist, hat in der christlichen Ikonographie wegen seiner Vorliebe für Disteln (= Dornen) Bedeutung als Hinweis auf die Passion und den Opfertod Jesu Christi, ebenso wie die Schwertlilien an den Schmerz der Mutter über den Tod ihres Sohnes erinnern. Auch die Erdbeerblüte ist Mariensymbol und verweist auf die Demut und Bescheidenheit Marias. Eher ungewöhnlich ist die Darstellung einer Weinbergschnecke im Zusammenhang mit dem Marienleben, möglicherweise ist sie ebenso wie die Beobachtung, dass Distelfinken gerne die Samen des Wegerichs picken, der Naturbeobachtung des Malers und weniger einer umfassenden christlichen Deutung der Natur geschuldet.

### Kreuzigung Christi

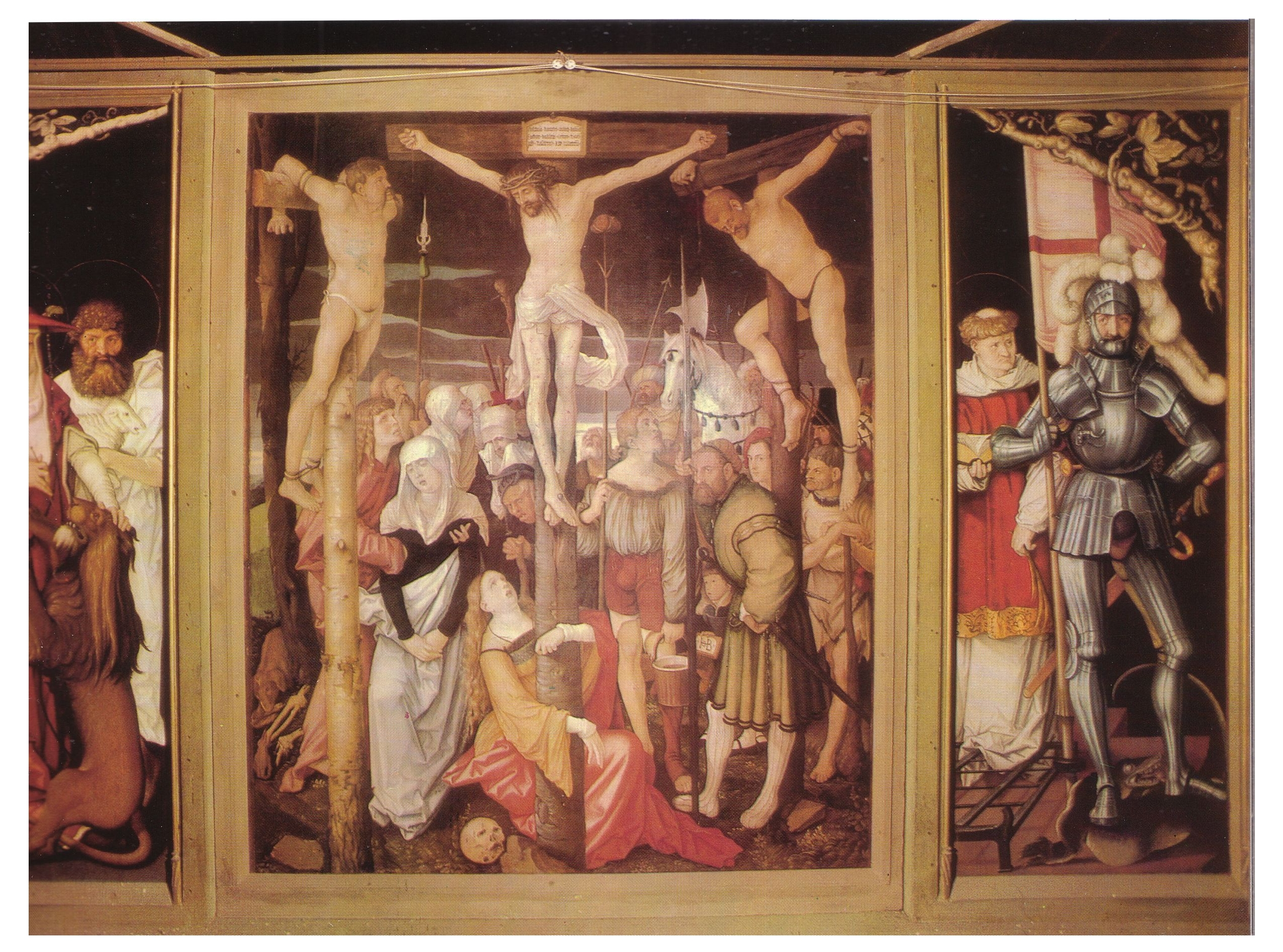
Aufnahme der Rückseite des Hochaltars

## Rückseite

### Die Seitentafeln
Rechts der Kreuzigungsszene stehen vor einem schwarzen Hintergrund der KirchenvaterHieronymus und Johannes der Täufer. Hieronymus ist in das rote Gewand eines Kardinals und den typischen Kardinalshut gekleidet. Er krault die Mähne des Löwen, sein ikonografisches Attribut. Der Löwe hat nicht die realistische Gestalt eines solchen angenommen hat, sondern ähnelt vielmehr einem heraldischen Wappentier. In der rechten hält Hieronymus einen langen Dorn, von dem er nach der Legende den Löwen einst befreit hatte. Hinter ihm steht ein ganz in Weiß gekleideter, bärtiger Johannes, mit dem Lamm auf dem Arm.
Hieronymus ist der Patron der Gelehrten und der benachbarten Universität Freiburg, zu der im 16. Jahrhundert die Münsterkirche gehörte. Johannes der Täufer gehört zu den häufigsten auf Altarbildern vertretenen Heiligen, kann aber bei dem Freiburger Altar auch eine Anspielung auf den Namenspatron Hans [Johannes] Griens oder auch auf die gegenüberliegende Schneewelinkapelle sein, die Johannes dem Täufer geweiht ist, und für die Grien ebenfalls ein Altarbild gemalt hat.
Die zweite Seitentafel zeigt die Heiligen Laurentius und Georg.
Georg ist von Kopf bis Fuß in blankes Metall gekleidet, das seinen eleganten Körperbau durchaus betont. Seinen Helm krönt ein üppiges Gebilde aus weißen Pelzen. In einem fast klassischen Kontrapost hat er sich auf einem zierlichen Drachen aufgebaut, der linke Arm ist auf die Hüfte gestemmt, an der das ausladende Schwert aufgehängt ist. Mit der Rechten hält er sein übliches Attribut, eine weiße Fahne mit rotem Kreuz. Auch dieser Drache hat wie sein Konterpart, der Hieronymus-Löwe, Form und Aura eines Wappentiers. Laurentius ist dargestellt als junger Diakon mit Tonsur. Er trägt eine rote Kasel mit breiter Goldborte über einem weißen Untergewand, das sich auf einem schweren Eisenrost bauscht und hält ein aufgeschlagenes Buch in der Hand. Gewand und Buch sind Zeichen seiner Funktion als Diakon, das Rost ist Zeichen und Erinnerung seines Martyriums unter Kaiser Diocletian.
Georgs Attribut, die weiße Fahne mit rotem Kreuz, ist auch die Fahne und Wappenfarbe der Stadt Freiburg, deren Stadtpatron er ist. Laurentius ist wegen seiner Vielseitigkeit als Helfer in allerlei Bedrängnissen und vor allem bei Feuersnot einer der populärsten Heiligen des Mittelalters überhaupt. Vielleicht hat er hier am Hauptaltar wegen der latenten Brandgefahr mittelalterlicher Städte seinen exponierten Platz erhalten.

## Die Predella
Die Vorderseite der Predella ist ein Relief aus der Werkstatt des Bildschnitzers Hans Wydz, mit dem Baldung in seiner Freiburger Zeit häufig zusammengearbeitet hat. In einem verfallenen Stall, dessen verrottete Dachlatten den Blick auf den Himmel freigeben, nimmt der Jesusknabe die Geschenke eines Königs entgegen, während Josef bescheiden in einer seitlichen Pforte zuschaut. Rechts und links des Stalls nähern sich die beiden anderen Könige mit ihren Geschenken und einem reichen Gefolge. Geländeformation und der Bewuchs sind zeichenhaft angedeutet, auf der Höhe eines Berges liegt das von Türmen bekrönte Jerusalem. Landschaft und Architektur sind in dunklen Blau- und blassen Violetttönen gefasst, von denen sich die goldenen Gewänder der Personen umso strahlender abheben. Der blassgoldene Himmel erinnert mit seinen ornamentierten Struktur an den Goldgrund mittelalterlicher Bilder.

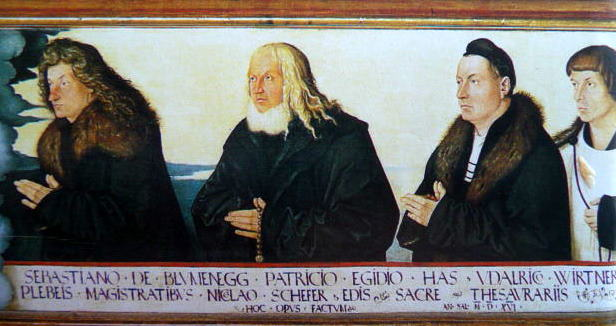
Rückseite der Predella, Detail

Die Rückseite der Predella zeigt vor einem klaren gelblichen Himmel die Brustbilder der drei Münsterpfleger und des Schatzmeisters, die betend vor der Madonna aufgereiht sind. Die Madonna mit dem Jesusknaben auf dem Arm erscheint vor einem goldenen Himmel, der von einem Wolkenkranz eingefasst wird. Mit der linken Hand stützt die Madonna eine glänzende Weltkugel, mit der der Jesusknabe spielt. Die rechte Hand des Knaben greift zu dem weißen Kopfschleier der Mutter, der unter ihrem weiten brauen Mantel, der auch den Kopf bedeckt, hervorschaut. Anders als es die Konvention der Madonnendarstellungen verlangt, trägt sie unter einem braunen Mantel ein fast schwarzes Gewand.
Die vier Männer, bekleidet mit schweren dunklen Mänteln und kostbarem Pelzbesatz sind, sind, wie es die Inschrift besagt:
SEBASTIANO DE – BLUMENEGG – PATRICIO – EGIDO – HAS – UDALRICO WIRTNER PLEBEIS MAGISTRATIBUS – NICOLAO SCHERER – EDIS – SACRE – THESAURARIIS H
HOC OPUS FACTUM AN SAL M-D-XVI
Der Schatzmeister, Nikolaus Scherer, unterscheidet sich von den anderen Männern durch sein weißes, ärmelloses Gewand. Im rechten Zwickel der Predella setzen sich die himmlischen Wölkchen, aus denen zwei Putten hervorschauen, fort, während im linken Zwickel das Täfelchen mit der Signatur des Malers aufgehängt ist.

## Signaturen

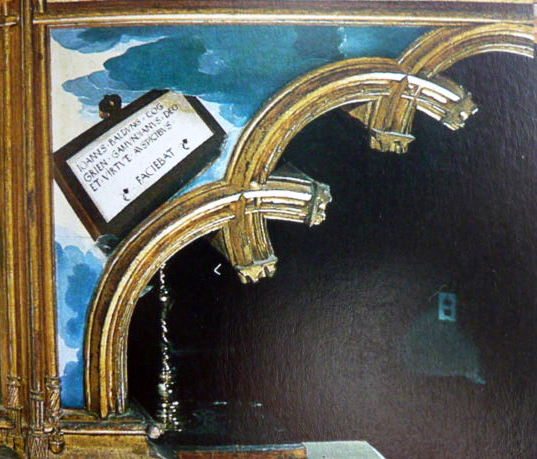
Inschrift auf der Rückseite der Predella

Hans Baldung hat sein Altarbild an zwei verschiedenen Orten signiert. Auf der Kreuzigungsszene hält ein grün gekleideter Knabe mit Pagenkopffrisur, der sich zwischen zwei der Folterknechte gedrängelt hat und die Szene mit offenem Mund betrachtet, ein kleines hölzernes Täfelchen mit der Signatur des Malers: HBg.
Eine ausführliche Inschrift erscheint im rechten Zwickel der Predella. In der Art eines Trompe-l’œil zeigt sich vor einem wolkenschweren Himmel, der gerade aufgerissen ist, ein gerahmtes Holztäfelchen, das noch von einer dunklen Wolke überschattet scheint. Die Inschrift besagt: JOANNES BALDVNG – COG GRIEN GAMVNDIANVS – DEO ET VIRTVTE AVSPICIBVS – FACIEBAT.
Hans Baldung übernimmt hier detailliert die Signierweise Dürers in seinen Madrider Adam und Eva.
Schließlich ist der Maler selbst auf dem Bild anwesend. Als junger bartloser Mann mit rotem Barett schaut er hinter dem Kreuz des Schächers hervor. Er ist die einzige Person der bevölkerten Szene, die ihren Blick direkt auf den Betrachter richtet.

## Das Fastentuch

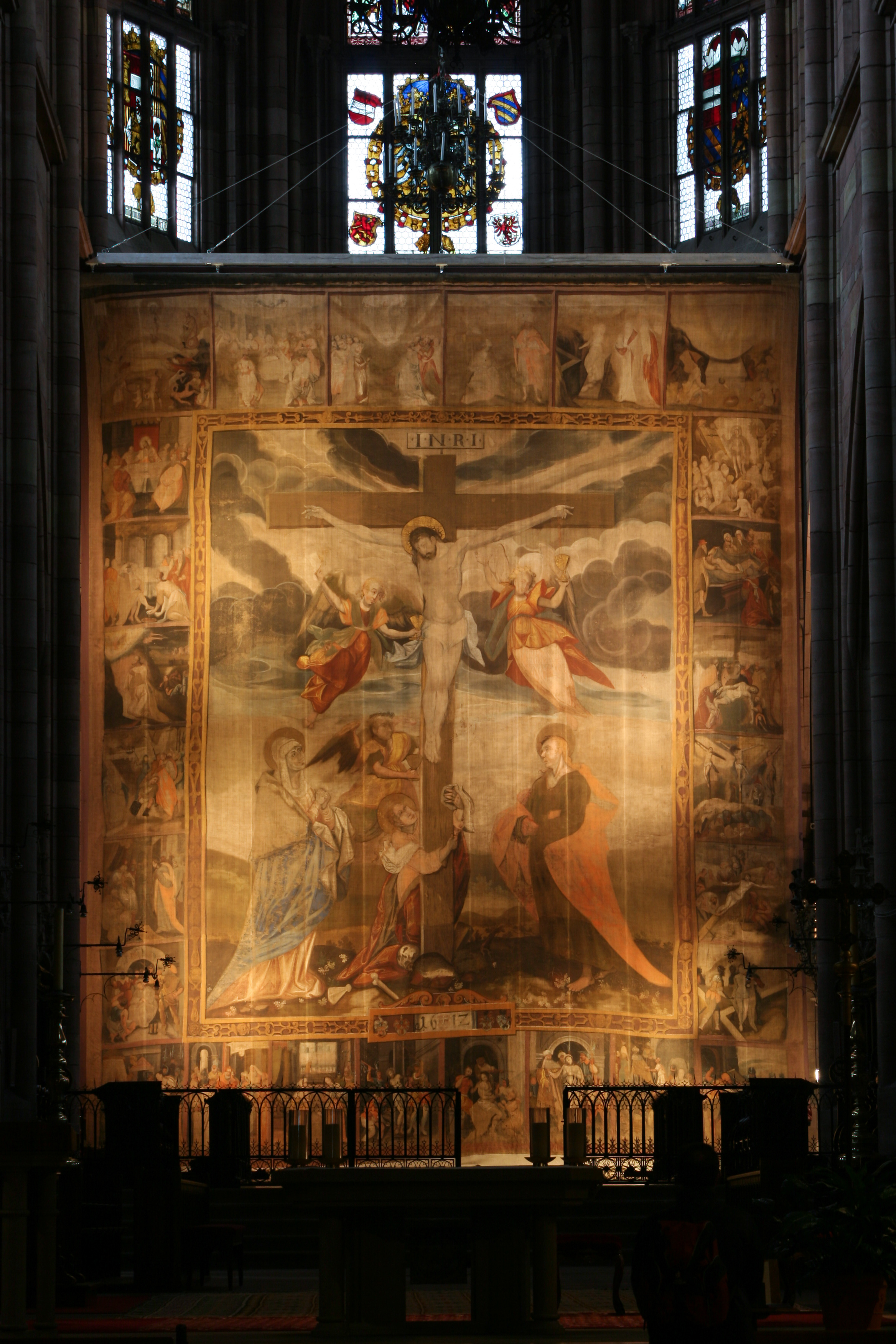
Fastentuch des Freiburger Münsters

Während der Fastenzeit wird der Altar von einem rund zehn mal zwölf Meter großen Tuch, dem sogenannten Fastentuch verhüllt. Das Freiburger Tuch, gemalt 1611 bis 1612 von François Arparel, das als das größte erhaltene derartige Artefakt überhaupt gilt, besteht aus einer Leinwand, die mit Ölfarbe bemalt ist. Es wird mit Seilen im Chor befestigt und verdeckt fast den gesamten Chor des Münsters. Das über eine Tonne schwere Tuch wird seit seiner Restaurierung im Jahre 2003 wieder jährlich zu Beginn der Fastenzeit am Aschermittwoch aufgehängt und zwar bis zur zu Mitte der Karwoche, dem Gründonnerstag. Thema des Tuchs ist die Passion Christi. Das zentrale Bild der Kreuzigung Christi wird gerahmt von einem Bilderfries mit insgesamt 25 Bildern, die die Leidensgeschichte Christi erzählen.